# David Giménez Carreras
David Giménez Carreras (Barcelona, 1964) es un director de orquesta español.

## Biografía
Nacido en Barcelona, en una familia en la que brilla el nombre de su tío, José Carreras, el maestro David Giménez Carreras inició su formación en el Conservatorio Superior de Música del Liceo de Barcelona para perfeccionarse en la Hochschule für Musik de Viena y, con Sir Colin Davis, en la Royal Academy of Music. Después de su debut con la Sinfónica de Hamburgo en 1994 en esta ciudad, sus compromisos le han llevado a actuar por todo el mundo dirigiendo a solistas vocales e instrumentales de prestigio en salas de concierto como el Royal Albert Hall de Londres, la Konzerthaus de Viena o el Carnegie Hall, el David Geffen Hall de Nueva York y el Palacio de la Música Catalana de Barcelona, así como en los más importantes auditorios de Europa, Asia y América.
En una década, David Giménez Carreras ha dirigido a más de 200 orquestas de todo el mundo, siendo uno de los pocos músicos hispanos que ha subido al podio de la Orquesta Filarmónica de Viena. También ha trabajado con la Zúrich Tonhalle, Orquesta Sinfónica de Londres, Orquesta Sinfónica de Chicago, Orquestre de Paris, Orquesta de la Royal Opera House, la Orquesta Sinfónica Hamburgo y la Orquesta Philharmonia de Londres.
En su faceta sinfónica ha colaborado con intérpretes como Yo-Yo Ma o Vadim Repin. A causa de su particular carrera y de sus gustos personales, la ópera ha significado una parte importante en su actividad.
Ha dirigido, entre otros, en la Ópera Estatal de Viena (Carmen y Sly), Ópera Alemana de Berlín (Aida), Gran Teatro del Liceo (Sly), Teatro Real de Madrid (La Bohème) y en las ciudades de Las Palmas de Gran Canaria (Manon y La viuda alegre), Washington (Sly) y Tokio (Sansón y Dalila y Cavalleria rusticana). Ha dirigido Carmen en el Festival de Cap Roig en el verano de 2007 y en la temporada 2007-08 ha tenido importantes compromisos como el Réquiem de Verdi en el Palacio de la Música Catalana al lado de Verónica Villarroel, Nancy Fabiola Herrera, Aquiles Machado, Stefano Palatchi y el Orfeón Catalán, un concierto de zarzuela junto a José Bros y María Gallego en el Teatro de la Zarzuela, Romeo y Julieta en el Teatro Villamarta de Jerez, un concierto en el Palacio de la Música Catalana junto a José Carreras y Ainhoa Arteta, un concierto también junto a Carreras en la Ópera de Sídney, La Bohème en Timisoara y una gira de conciertos con el tenor Roberto Alagna en Madrid, Pamplona y París.
Desde septiembre de 2006 es el director titular de la Orquesta Sinfónica del Vallés, con la que Giménez tiene una importante actividad en los conciertos de temporada que la orquesta tiene en el Palacio de la Música Catalana, y desde septiembre de 2007 es principal director invitado de la Philharmonica George Enescu de Bucarest.
En 2009 ha dirigido la Sinfonía Pastoral de Beethoven junto a la Orquestra Simfònica del Vallès y la Cuarta de Mahler junto a la George Enescu Philharmonic Orchestra. Cerró la temporada con un Requiem de Mozart junto a José Bros y el Orfeón Donostiarra, un concierto con Isabel Rey en el Palacio de la Música Catalana, una gira de conciertos por Asia y un concierto con la soprano Kiri Te Kanawa en Moscú.

## Discografía
La discografía incluye trabajos para Koch-Schwann, Erato, Discmedi y RCA Victor/BMG Classics.

## Repertorio
| Ópera                | Autor        |
| -------------------- | ------------ |
| Carmen               | Bizet        |
| Don Pasquale         | Donizetti    |
| L'elisir d'amore     | Donizetti    |
| Andrea Chénier       | Giordano     |
| Fedora               | Giordano     |
| Faust                | Gounod       |
| Roméo et Juliette    | Gounoud      |
| Die lustige Witwe    | Léhar        |
| Cavalleria Rusticana | Mascagni     |
| Manon                | Massenet     |
| Werther              | Massenet     |
| Don Giovanni         | Mozart       |
| Le nozze di Figaro   | Mozart       |
| La Bohème            | Puccini      |
| Madama Butterfly     | Puccini      |
| Manon Lescaut        | Puccini      |
| Tosca                | Puccini      |
| Turandot             | Puccini      |
| Samson et Dalila     | Saint-Säens  |
| Aida                 | Verdi        |
| Don Carlo            | Verdi        |
| Il Trovatore         | Verdi        |
| La forza del destino | Verdi        |
| La Traviata          | Verdi        |
| Rigoletto            | Verdi        |
| Simón Boccanegra     | Verdi        |
| Doña Francisquita    | Vives        |
| Sly                  | Wolf-Ferrari |